# 赤川克紀
赤川 克紀（あかがわ かつき、1990年7月31日 - ）は、宮崎県宮崎市出身の元プロ野球選手（投手）。 左投左打。東京ヤクルトスワローズ時代の愛称は「ジャイアン」。

## 来歴

### プロ入り前
小学2年生の時にソフトボールを始め、中学時代は軟式野球部に所属。宮崎県立宮崎商業高等学校入学後、1年秋からエースとなり、秋季県大会では30イニング連続無失点、46奪三振と驚異的な記録を残し、九州大会に駒を進めた。3年の宮崎大会準決勝では延長15回193球を投げ、チームの39年ぶり4回目の甲子園出場に貢献。甲子園初戦の城北高校戦において8回1失点と好投し、チームに44年ぶりの勝利に貢献。2回戦の鹿児島実業高校戦で敗退したが、延長12回を一人で投げ抜き、全日本高校選抜に選出された。
2008年度のドラフト会議で東京ヤクルトスワローズから1位指名を受け入団。

### ヤクルト時代
2009年、9月9日の広島東洋カープ戦で、6点差を追う9回に3番手としてプロ入り初登板。打者4人に対して本塁打を含む3安打1四球2暴投3失点と1死も取れずに降板した。
2010年、台湾で開催された第17回IBAFインターコンチネンタルカップの日本代表に選ばれた。
2011年、8月18日の横浜ベイスターズ戦では5回無失点でプロ初勝利を挙げた。9月時点でチームが首位に立ち中日ドラゴンズとの優勝争いを繰り広げるなか、9月26日の中日戦では9回二死から1失点したものの堂々のプロ初の完投勝利を飾るなど、8月からの先発起用ながら6勝3敗という成績を残した。クライマックスシリーズにも登板し、ファーストステージの第3戦、11月1日の対読売ジャイアンツ戦では6回2/3を無失点でチームを勝利に導いた。
2012年は、監督推薦により自身初のオールスターゲーム選出を決め、第3戦の6回から登板。3イニングを無安打に抑え、SKYACTIV TECHNOLOGY賞（3試合を通じて最もファンの印象に残った選手）を受賞した。シーズンでは先発ローテーション投手として8勝9敗の成績を残し、プロ入り初の規定投球回到達を果たした。
2013年は、開幕ローテーションに抜擢されたが、成績不振で5月に二軍落ち。7月に一軍へ再昇格を果たしたものの、7月28日の広島戦では5回までに4点リードしながら初勝利を逃し、この試合を最後に再び二軍へ落ちた。その後は一軍へ再昇格することなくシーズンを終え、最後まで勝利を挙げられず防御率も6.98に終わった。
2014年は、先発での登板は1試合しかなく、中継ぎで起用されたが全体では14試合の登板に終わり、防御率も7点台の成績で終わった。
2015年はイースタンで25試合で1勝3敗、防御率7.16という成績に終わり、プロ入り後初めて一軍公式戦への登板機会がなかった。10月2日に球団から戦力外通告を受け、10月14日に現役を引退することが報じられた。

### 引退後
引退表明の際に、「野球にはもう携わらない」と明言したが、地元の先輩であるamadanaの社長で東京バンバータの監督でもある熊本浩志の紹介で、2015年11月から東京都内の建築資材関係企業・株式会社ナスタに勤務しながら、軟式野球のクラブチーム「東京バンバータ」（現：東京ヴェルディ・バンバータ）に加わった。

## 人物・選手としての特徴
肘の使い方が上手く、球持ちのよさに非凡さがあると2012年のプロ野球名鑑では評されている。2011年時点で平均球速は、約137km/h。動くボールを武器に打たせて取るピッチングを持ち味とした。
のんびりした気質でマウンド上でも臆する事なく、走者を背負ったピンチの場面でも粘り強さを発揮した。
ヤクルトでは、同じく高卒でドラフト1位指名で入団した由規、村中恭兵、増渕竜義らとともにドラ一四兄弟と呼ばれた（赤川が末っ子）。

## 詳細情報

### 年度別投手成績
| 年 度     | 球 団     | 登 板 | 先 発 | 完 投 | 完 封 | 無 四 球 | 勝 利 | 敗 戦 | セ 丨 ブ | ホ 丨 ル ド | 勝 率 | 打 者 | 投 球 回 | 被 安 打 | 被 本 塁 打 | 与 四 球 | 敬 遠 | 与 死 球 | 奪 三 振 | 暴 投 | ボ 丨 ク | 失 点 | 自 責 点 | 防 御 率 | W H I P |
| --------- | --------- | ----- | ----- | ----- | ----- | -------- | ----- | ----- | -------- | ----------- | ----- | ----- | -------- | -------- | ----------- | -------- | ----- | -------- | -------- | ----- | -------- | ----- | -------- | -------- | ------- |
| 2009      | ヤクルト  | 1     | 0     | 0     | 0     | 0        | 0     | 0     | 0        | 0           | .---  | 4     | 0.0      | 3        | 1           | 1        | 0     | 0        | 0        | 2     | 0        | 3     | 3        | -.--     | -.--    |
| 2010      | ヤクルト  | 1     | 1     | 0     | 0     | 0        | 0     | 1     | 0        | 0           | .000  | 24    | 5.1      | 7        | 0           | 1        | 0     | 1        | 3        | 0     | 0        | 4     | 4        | 6.75     | 1.51    |
| 2011      | ヤクルト  | 23    | 13    | 1     | 0     | 0        | 6     | 3     | 0        | 0           | .667  | 366   | 88.2     | 74       | 4           | 32       | 2     | 5        | 66       | 2     | 1        | 22    | 20       | 2.03     | 1.20    |
| 2012      | ヤクルト  | 28    | 27    | 2     | 1     | 0        | 8     | 9     | 0        | 0           | .471  | 668   | 156.2    | 156      | 13          | 52       | 2     | 9        | 91       | 5     | 0        | 73    | 66       | 3.79     | 1.33    |
| 2013      | ヤクルト  | 9     | 9     | 0     | 0     | 0        | 0     | 5     | 0        | 0           | .000  | 186   | 40.0     | 44       | 5           | 23       | 0     | 3        | 26       | 0     | 1        | 33    | 31       | 6.98     | 1.68    |
| 2014      | ヤクルト  | 14    | 1     | 0     | 0     | 0        | 0     | 2     | 0        | 0           | .000  | 140   | 29.0     | 41       | 6           | 18       | 1     | 0        | 16       | 5     | 0        | 25    | 24       | 7.45     | 2.00    |
| 通算：6年 | 通算：6年 | 76    | 51    | 3     | 1     | 0        | 14    | 20    | 0        | 0           | .412  | 1388  | 319.2    | 325      | 29          | 127      | 5     | 18       | 202      | 14    | 2        | 160   | 148      | 4.17     | 1.40    |

### 年度別守備成績
| 年 度 | 球 団    | 投手  | 投手  | 投手  | 投手  | 投手  | 投手     |
| 年 度 | 球 団    | 試 合 | 刺 殺 | 補 殺 | 失 策 | 併 殺 | 守 備 率 |
| ----- | -------- | ----- | ----- | ----- | ----- | ----- | -------- |
| 2009  | ヤクルト | 1     | 0     | 0     | 0     | 0     | .---     |
| 2010  | ヤクルト | 1     | 0     | 1     | 0     | 0     | 1.000    |
| 2011  | ヤクルト | 23    | 2     | 11    | 1     | 1     | .929     |
| 2012  | ヤクルト | 28    | 7     | 34    | 2     | 0     | .953     |
| 2013  | ヤクルト | 9     | 1     | 11    | 0     | 0     | 1.000    |
| 2014  | ヤクルト | 14    | 1     | 6     | 0     | 0     | 1.000    |
| 通算  | 通算     | 76    | 11    | 63    | 3     | 1     | .961     |

### 表彰
- オールスターゲーム SKYACTIV TECHNOLOGY賞：1回 （2012年）

### 記録
投手記録
- 初登板：2009年9月9日、対広島東洋カープ19回戦（明治神宮野球場）、9回表に3番手で救援登板、3安打1四球3失点で降板
- 初先発：2010年8月14日、対阪神タイガース16回戦（京セラドーム大阪）、5回1/3を4失点で敗戦投手
- 初奪三振：同上、2回裏に桜井広大から空振り三振
- 初勝利・初先発勝利：2011年8月18日、対横浜ベイスターズ14回戦（明治神宮野球場）、5回2/3を無失点
- 初完投勝利：2011年9月25日、対中日ドラゴンズ19回戦（ナゴヤドーム）、9回5安打1失点3奪三振
- 初完封勝利：2012年4月21日、対読売ジャイアンツ5回戦（明治神宮野球場）、9回5安打6奪三振

打撃記録
- 初安打・初打点：2011年8月25日、対中日ドラゴンズ15回戦（明治神宮野球場）、4回裏にエンジェルベルト・ソトから中前2点適時打

その他記録
- オールスターゲーム出場：1回 （2012年）

### 背番号
- 47 （2009年 - 2015年）